# Лесниц (Ерцгебирге)
Лесниц (њем. Lößnitz) град је у њемачкој савезној држави Саксонија. Једно је од 69 општинских средишта округа Ерцгебирге. Према процјени из 2010. у граду је живјело 9.834 становника. Посједује регионалну шифру (AGS) 14521370.

## Географски и демографски подаци
Лесниц се налази у савезној држави Саксонија у округу Ерцгебирге. Град се налази на надморској висини од 422 метра. Површина општине износи 30,5 km². У самом граду је, према процјени из 2010. године, живјело 9.834 становника. Просјечна густина становништва износи 322 становника/km².